# Svend Karlsen
Svend Karlsen, pseudonim Viking Power (ur. 6 października 1967 w Drammen) – norweski trójboista siłowy, kulturysta i profesjonalny strongman.
Najlepszy norweski strongman w historii tego sportu. Mistrz Norwegii Strongman w latach 2003, 2005 i 2006. Mistrz Europy Strongman 2001, Mistrz Świata Strongman 2001.

## Życiorys

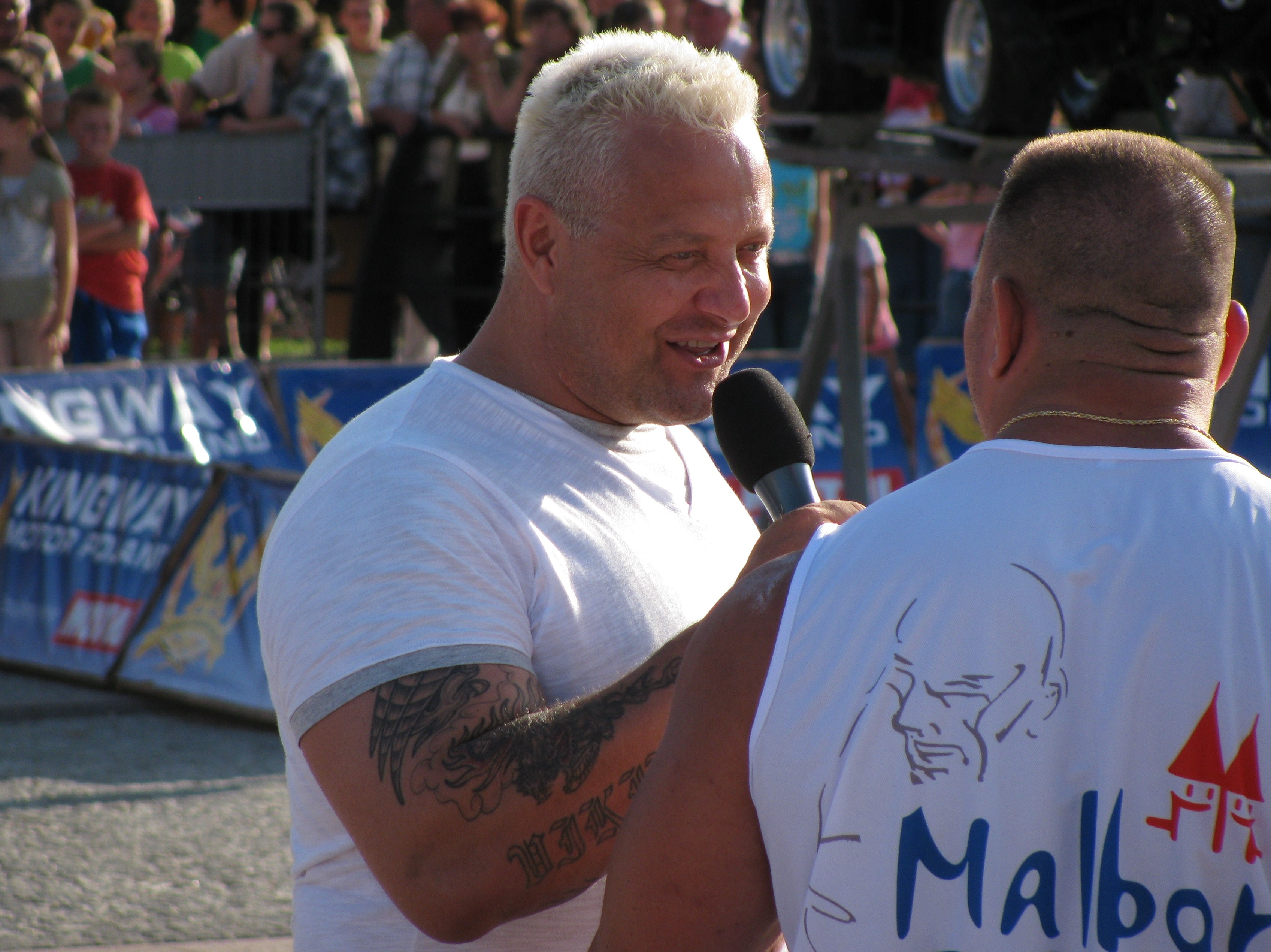
S. Karlsen prowadzi wywiad dla TV podczas zawodów Giganci Na Żywo 2009: Malbork.

Svend Karlsen dorastał w mieście Drammen, na południu Norwegii. W wieku czternastu lat rozpoczął treningi siłowe, najpierw trójbój siłowy, a następnie kulturystykę.
W latach 1986–1989, w trójboju siłowym, ustanowił około 30 rekordów Norwegii, 3 rekordy Europy i 1 rekord świata. Wygrał 3 razy Mistrzostwa Norwegii oraz Mistrzostwo Nordyckie. Zajął 3. miejsce na Mistrzostwach Europy i 3. miejsce na Mistrzostwach Świata.
W latach 1990–1995 startował jako kulturysta, zdobywając wiele tytułów.
W 1996 roku przeszedł do sportu strongman. Rok 2001 był szczytowym w jego karierze siłacza. Zdobył wówczas dwa najważniejsze tytuły: Mistrza Europy Strongman i Mistrza Świata Strongman (oba dotychczas jedyne dla Norwegii). Należy jednak obiektywnie zauważyć, że w obu imprezach nie wziął udziału (z powodu pobytu w zakładzie karnym) Mariusz Pudzianowski, który już w następnym roku zdobył oba tytuły mistrzowskie.
Wziął udział czterokrotnie w elitarnych i bardzo trudnych zawodach siłaczy Arnold Strongman Classic, rozgrywanych w Columbus (USA), w latach 2002, 2003, 2004 i 2005. Trzykrotnie zajął w nich drugie miejsce, pokonując m.in. Mariusza Pudzianowskiego.
Wziął udział ośmiokrotnie w indywidualnych Mistrzostwach Europy Strongman.
Klasyfikacja w indywidualnych Mistrzostwach Europy Strongman:
| Rok     | 1997 | 1998 | 2000 | 2001 | 2002 | 2003 | 2004 | 2005 IFSA |
| ------- | ---- | ---- | ---- | ---- | ---- | ---- | ---- | --------- |
| Pozycja | 10.  |      | 6.   |      |      | 6.   | 5.   | 7.        |

W 2006 roku zakończył karierę siłacza gdy okazało się, że wymaga przeszczepu nerki (dawcą została jego druga żona). Obecnie jest członkiem Super Series Organization, sędzią i organizatorem zawodów siłaczy oraz komentatorem zawodów siłaczy dla telewizji (m.in. razem z Colinem Bryce’em).
Jest pomysłodawcą i organizatorem, wraz ze swoją żoną, rozgrywanych w Norwegii od 2007 r., zawodów siłaczy Viking Power Challenge.
Rodzina: rozwiedziony z pierwszą żoną, druga żona Eun Lene Alexandra zmarła 8 lipca 2009 r., syn Svend Alexander (ur. 2000). Mieszkają w mieście Kristiansand.

## Mistrzostwa Świata Strongman
Svend Karlsen wziął udział w indywidualnych Mistrzostwach Świata Strongman łącznie dziewięć razy, w latach 1996, 1997, 1999, 2000, 2001, 2002, 2003, 2004 i 2005 (IFSA). Podczas debiutu, na Mistrzostwach Świata Strongman 1996, jedyny raz nie zakwalifikował się do finału. Zabrakło mu wówczas tylko jednego punktu. W Mistrzostwach Świata Strongman 1998 nie wziął udziału z powodu choroby.
Klasyfikacja w indywidualnych Mistrzostwach Świata Strongman:
| Rok     | 1996         | 1997 | 1999 | 2000 | 2001 | 2002 | 2003 | 2004 | 2005 IFSA |
| ------- | ------------ | ---- | ---- | ---- | ---- | ---- | ---- | ---- | --------- |
| Pozycja | poza finałem | 8.   |      |      |      | 5.   | 9.   | 5.   | 16.       |

Wymiary
- wzrost: 188 cm
- waga: 135 – 155 kg
- biceps: 57 cm
- klatka piersiowa: 150 cm
- talia 94 cm
- udo 80 cm

Rekordy życiowe
- przysiad: 400 kg
- wyciskanie: 270 kg
- martwy ciąg: 412,5 kg

## Osiągnięcia strongman
- 1997

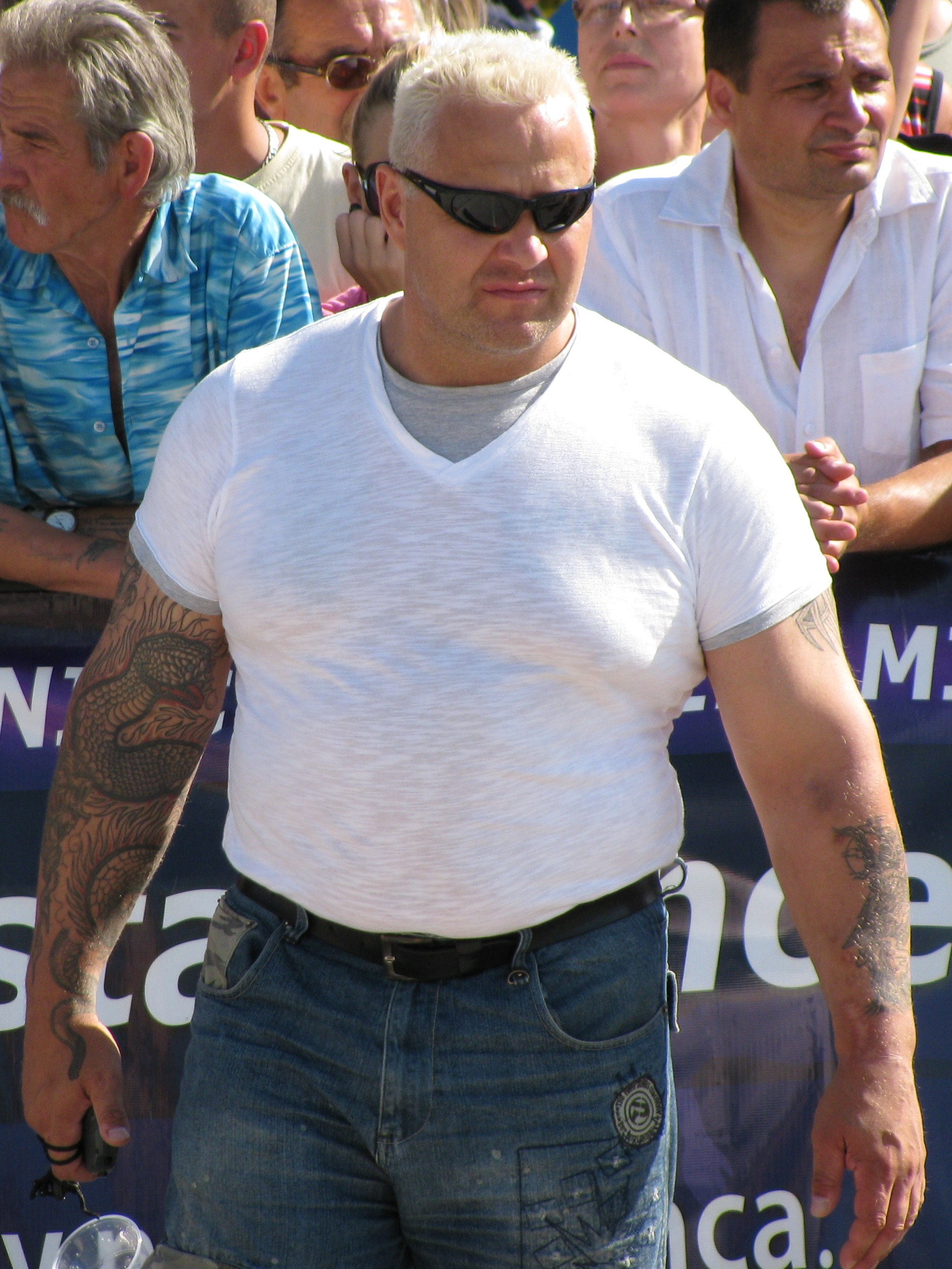
Svend Karlsen w 2009 r.

  - 10. miejsce – Mistrzostwa Europy Strongman 1997
  - 4. miejsce – Europejski Herkules, Finlandia
  - 8. miejsce – Mistrzostwa Świata Strongman 1997, USA (kontuzjowany)[11]
- 1998
  - 3. miejsce – Mistrzostwa Europy Strongman 1998
  - 5. miejsce – Drużynowe Mistrzostwa Świata Par Strongman 1998, Holandia
- 1999
  - 3. miejsce – Mistrzostwa Świata Strongman 1999, Malta
- 2000
  - 6. miejsce – Mistrzostwa Europy Strongman 2000, Holandia
  - 2. miejsce – Mistrzostwa Świata Strongman 2000, Południowa Afryka
- 2001
  - 1. miejsce – Mistrzostwa Europy Strongman 2001, Finlandia
  - 1. miejsce – World Record Breakers, Finlandia
  - 2. miejsce – Super Seria 2001: Praga
  - 2. miejsce – Mistrzostwa World Muscle Power
  - 1. miejsce – Mistrzostwa Świata Strongman 2001, Zambia
  - 3. miejsce – Super Seria 2001: Sztokholm
- 2002
  - 2. miejsce – Arnold Strongman Classic, USA
  - 5. miejsce – Drużynowe Mistrzostwa Świata Par Strongman 2002, Holandia
  - 3. miejsce – Mistrzostwa Europy Strongman 2002, Gdynia
  - 1. miejsce – Mistrzostwa World Muscle Power
  - 5. miejsce – Mistrzostwa Świata Strongman 2002, Malezja
  - 2. miejsce – Super Seria 2002: Sztokholm
  - 1. miejsce – Pierwsze zawody Polska kontra Reszta Świata, Sopot
- 2003
  - 5. miejsce – Super Seria 2003: Oahu
  - 9. miejsce – Super Seria 2003: Hawaje
  - 2. miejsce – Arnold Strongman Classic
  - 5. miejsce – Super Seria 2003: Silvonde
  - 6. miejsce – Mistrzostwa Europy Strongman 2003, Sandomierz
  - 3. miejsce – Super Seria 2003: North Bay
  - 4. miejsce – Super Seria 2003: Imatra
  - 9. miejsce – Mistrzostwa Świata Strongman 2003, Zambia
  - 1. miejsce – Mistrzostwa Norwegii Strongman
- 2004
  - 2. miejsce – Arnold Strongman Classic
  - 5. miejsce – Super Seria 2004: Moskwa
  - 5. miejsce – Mistrzostwa Europy Strongman 2004, Jelenia Góra
  - 5. miejsce – Mistrzostwa Świata Strongman 2004, Bahamy (kontuzjowany) (awansował o jedno miejsce po dyskwalifikacji Mariusza Pudzianowskiego)
  - 8. miejsce – Polska – Skandynawia
  - 3. miejsce – Super Seria 2004: Göteborg
- 2005
  - 6. miejsce – Arnold Strongman Classic
  - 1. miejsce – Mistrzostwa Norwegii Strongman
  - 7. miejsce – Mistrzostwa Europy IFSA Strongman 2005, Łotwa
  - 16. miejsce – Mistrzostwa Świata IFSA Strongman 2005, Kanada (kontuzjowany)
  - 2. miejsce – Czwarte zawody Polska kontra Reszta Świata, Bydgoszcz
- 2006
  - 9. miejsce – Puchar Świata Siłaczy 2006: Armagh
  - 11. miejsce – Super Seria 2006: Mohegan Sun
  - 1. miejsce – Mistrzostwa Norwegii Strongman